# Five to Six
Five to Six er en dansk kortfilm fra 2004, der er instrueret af Pola Schirin Beck efter manuskript af hende selv og Susanna Lenken.

## Handling
Denne artikel mangler et handlingsreferat. Hjælp os med at skrive det.

## Medvirkende
- Dejan Blazevski - Cleaner
- Esben Høilund Carlsen - The boss
- Shir Comay - The butcher
- Pia Mechler - Dishwasher
- Nikos Vavouris - The chef